# جام خیریه انگلستان ۱۹۵۲
جام خیریه انگلستان ۱۹۵۲ سی‌امین رقابت سالانه بین قهرمانان لیگ دسته اول فوتبال انگلستان و جام حذفی فوتبال انگلستان است. 
این مسابقه در تاریخ ۲۴ سپتامبر ۱۹۵۲ بین تیم‌های منچستر یونایتد و نیوکاسل یونایتد در ورزشگاه الدترافورد منچستر برگزار شده‌است. 
تیم منچستر یونایتد در این مسابقه با نتیجه چهار بر دو به پیروزی دست یافت.

## جزئیات مسابقه
| منچستر یونایتد       | ۴ – ۲ | نیوکاسل یونایتد |
| -------------------- | ----- | --------------- |
| رولی · بایرن · دوونی |       | کیبل            |